# Оренбуршка митрополија
Оренбуршка митрополија (рус. Оренбургская митрополия) митрополија је Руске православне цркве.
Образована је одлуком Светог синода од 5/6. октобра 2011, а налази се у оквиру граница Оренбуршке области. У њеном саставу се налазе три епархије: Бузулушка, Оренбуршка и Орска.